# 戈梅利州
戈梅利州（羅馬化：Homieĺskaja voblasć）是白俄羅斯東南部的一個州。面積40,400平方公里，2013年，人口1,426,674。该州与乌克兰、俄罗斯相连。
由於風向的關係，與莫吉廖夫州同是切尔诺贝利核事故的重災區。

## 外部連結
- 维基共享资源上的相關多媒體資源：戈梅利州
- 维基导游上有關戈梅利州的旅行指南
- 戈州行政委員會

52°20′N 29°40′E / 52.33°N 29.67°E